# Stadio Oreste Granillo
Stadio Oreste Granillo – stadion piłkarski znajdujący się w mieście Reggio di Calabria we Włoszech. 
Swoje mecze rozgrywa na nim zespół Reggina Calcio. Jego pojemność wynosi 27 763.